# Pavle Vagić
Pavle Vagić (Malmö, 24 gennaio 2000) è un calciatore svedese, difensore o centrocampista dell'Hammarby.

## Carriera

### Club
Vagić è cresciuto nelle giovanili del Malmö FF, in cui è entrato a far parte all'età di sei anni. Il 26 ottobre 2016 si è accomodato per la prima volta in panchina in occasione di una sfida di Allsvenskan, non venendo utilizzato nel corso della partita tra Falkenberg e Malmö FF (0-3).
Il 13 aprile 2017 ha firmato un contratto professionistico con il club, venendo aggregato stabilmente in prima squadra. Ha esordito nella massima divisione locale in data 29 ottobre 2017, subentrando a Carlos Strandberg nella vittoria per 0-4 in casa del Sirius.
Il 10 agosto 2018, Vagić ha rinnovato il contratto con il Malmö FF fino al 31 dicembre 2021 e, contestualmente, è stato ceduto allo Jönköpings Södra con la formula del prestito. Il 13 agosto ha così debuttato con la nuova maglia, in Superettan: è stato schierato titolare nella partita persa per 1-3 contro l'IFK Värnamo. Il 21 ottobre ha trovato la prima rete, nella sconfitta per 3-2 subita sul campo del Brage.
Rientrato al Malmö FF per fine prestito, l'8 gennaio è stato ceduto con la medesima formula al Mjällby, sempre in Superettan. L'8 aprile successivo ha esordito con la nuova maglia, subentrando a Jesper Gustavsson nella sconfitta per 2-1 subita in casa del Norrby. Il 13 aprile ha siglato la prima rete, nel 2-1 sul Västerås SK.
Il 14 luglio 2019, Vagić è passato all'AFC Eskilstuna, sempre in prestito. Il 21 luglio è quindi tornato a calcare i campi dell'Allsvenskan, sostituendo Samuel Nnamani nella sconfitta per 1-0 sul campo dell'IFK Göteborg. Il 31 agosto ha realizzato la prima rete nella massima divisione svedese, nella partita persa per 3-1 in casa dell'Örebro.
Terminato il prestito, ha fatto ritorno al Malmö FF. Il 2 luglio 2020 è tornato allo Jönköpings Södra, ancora in prestito. Ha totalizzato 17 presenze in Superettan nel corso della stagione, senza reti all'attivo. A fine anno, è tornato ancora al Malmö FF. Il 23 marzo 2021 ha prolungato il contratto che lo legava al club fino al 31 dicembre 2024.
Il 12 agosto 2021, Vagić è passato ufficialmente ai norvegesi del Rosenborg, per cui ha firmato un accordo valido fino al 31 dicembre 2025. Il 22 agosto ha esordito in Eliteserien, impiegato da titolare nella vittoria per 5-0 sull'Odd. Il 25 novembre 2021 è stato reso noto che Vagić aveva subito un infortunio ai legamenti del ginocchio in allenamento che lo avrebbe tenuto lontano dai campi da gioco per 4 o 5 mesi.
Il 10 luglio 2022 ha fatto ritorno in Svezia, firmando un contratto valido fino al 31 dicembre 2026 con l'Hammarby. Il 17 luglio ha giocato la prima partita in squadra, sostituendo Joel Nilsson nella vittoria per 3-0 sull'Elfsborg. In quell'edizione dell'Allsvenskan ha collezionato 12 presenze, di cui solo una però da titolare. Ha continuato a rimanere perlopiù fuori dallo schieramento di partenza del tecnico Martí Cifuentes anche nell'Allsvenskan 2023 (9 partite, solo una presenza dall'inizio), così il 10 luglio a stagione in corso è approdato per il resto del 2023 all'Helsingborg nella seconda serie nazionale, anche se un infortunio nella partita contro il GAIS ha limitato il suo utilizzo a sole 7 presenze. A fine anno è tornato all'Hammarby.

## Statistiche

### Presenze e reti nei club
Statistiche aggiornate al 12 ottobre 2022.
| Stagione                | Club                    | Campionato              | Campionato | Campionato | Coppe nazionali | Coppe nazionali | Coppe nazionali | Coppe continentali | Coppe continentali | Coppe continentali | Supercoppe | Supercoppe | Supercoppe | Totale | Totale |
| Stagione                | Club                    | Comp                    | Pres       | Reti       | Comp            | Pres            | Reti            | Comp               | Pres               | Reti               | Comp       | Pres       | Reti       | Pres   | Reti   |
| ----------------------- | ----------------------- | ----------------------- | ---------- | ---------- | --------------- | --------------- | --------------- | ------------------ | ------------------ | ------------------ | ---------- | ---------- | ---------- | ------ | ------ |
| 2016                    | Malmö FF                | A                       | 0          | 0          | CS              | 0               | 0               | -                  | -                  | -                  | -          | -          | -          | 0      | 0      |
| 2017                    | Malmö FF                | A                       | 2          | 0          | CS              | 0               | 0               | UCL                | 0                  | 0                  | -          | -          | -          | 2      | 0      |
| gen.-ago. 2018          | Malmö FF                | A                       | 1          | 0          | CS              | 0               | 0               | -                  | -                  | -                  | -          | -          | -          | 1      | 0      |
| ago.-dic. 2018          | Jönköpings Södra        | S                       | 12         | 1          | CS              | 1               | 0               | -                  | -                  | -                  | -          | -          | -          | 13     | 1      |
| gen.-lug. 2019          | Mjällby                 | S                       | 10         | 2          | CS              | 0               | 0               | -                  | -                  | -                  | -          | -          | -          | 10     | 2      |
| lug.-dic. 2019          | AFC Eskilstuna          | A                       | 5          | 1          | CS              | 0               | 0               | -                  | -                  | -                  | -          | -          | -          | 5      | 1      |
| gen.-lug. 2020          | Malmö FF                | A                       | 0          | 0          | CS              | 2               | 1               | -                  | -                  | -                  | -          | -          | -          | 2      | 1      |
| lug.-dic. 2020          | Jönköpings Södra        | S                       | 17+1       | 0          | CS              | 0               | 0               | -                  | -                  | -                  | -          | -          | -          | 18     | 0      |
| Totale Jönköpings Södra | Totale Jönköpings Södra | Totale Jönköpings Södra | 29+1       | 1+0        |                 | 1               | 0               |                    | -                  | -                  |            | -          | -          | 31     | 1      |
| gen.-ago. 2021          | Malmö FF                | A                       | 7          | 0          | CS              | 1               | 0               | UCL                | 0                  | 0                  | -          | -          | -          | 8      | 0      |
| Totale Malmö FF         | Totale Malmö FF         | Totale Malmö FF         | 10         | 0          |                 | 3               | 1               |                    | 0                  | 0                  |            | -          | -          | 13     | 1      |
| ago.-dic. 2021          | Rosenborg               | ES                      | 9          | 0          | CN              | 0               | 0               | UECL               | 0                  | 0                  | -          | -          | -          | 9      | 0      |
| gen.-lug. 2022          | Rosenborg               | ES                      | 11         | 0          | CN              | 1               | 0               | -                  | -                  | -                  | -          | -          | -          | 12     | 0      |
| Totale Rosenborg        | Totale Rosenborg        | Totale Rosenborg        | 20         | 0          |                 | 1               | 0               |                    | 0                  | 0                  |            | -          | -          | 21     | 0      |
| lug.-dic. 2022          | Hammarby                | A                       | 9          | 0          | CS              | 1               | 0               | -                  | -                  | -                  | -          | -          | -          | 10     | 0      |
| Totale                  | Totale                  | Totale                  | 83+1       | 4+0        |                 | 6               | 1               |                    | 0                  | 0                  |            | -          | -          | 90     | 5      |